# المنظمة الوطنية الإسبانية للمكفوفين
المنظمة الوطنية الإسبانية للمكفوفين (بالإسبانية: Organización Nacional de Ciegos Españoles)، المعروفة اختصارًا باسم ONCE، هي مؤسسة إسبانية أُسست في 13 ديسمبر 1938 لجمع التبرعات وتقديم الخدمات للمكفوفين والأشخاص ذوي الإعاقات البصرية الشديدة.
وعلى الرغم من أن المنظمة تخضع لإشراف مجلس أمناء يتألف من ممثلين عن وزارات إسبانية مختلفة، فإنها تتمتع بقدر من الاستقلالية في اتخاذ القرارات المتعلقة بإدارة أنشطتها اليومية، كما يُنتخب مجلسها العام ديمقراطيًا من بين أعضائها.
وحتى سبتمبر 2013، بلغ عدد أعضاء المنظمة 71,460 شخصًا، كان 40% منهم فوق سن الخامسة والستين.
وترتكز المنظمة على ثلاثة أعمدة رئيسية: المديرية العامة، والمؤسسة، وشركة CEOSA، وهي الذراع التجارية للمنظمة، وتوظف جميعها أكثر من 136,000 موظف، تبلغ نسبة الأشخاص ذوي الإعاقة بينهم 88.5%.
وفي سبتمبر 2013، وبالتزامن مع الذكرى الخامسة والسبعين لتأسيس المنظمة، مُنحت المنظمة الوطنية الإسبانية للمكفوفين جائزة أمير أستورياس المرموقة لفئة الوفاق.
بين عامي 1989 و2003، كانت المنظمة ترعى أحد أبرز فرق الدراجات الهوائية في إسبانيا.

## الهيكل التنظيمي
رغم تداخل العديد من أنشطتها، إلا أن هناك، على الأقل رسميًا، ثلاثة أقسام ضمن المنظمة الوطنية الإسبانية للمكفوفين:

### المديرية العامة
تتولى المديرية العامة مسؤولية الإدارة اليومية للمنظمة، وأعمالها الاجتماعية والثقافية، وما إلى ذلك. ومن خلال مجلسها العام، تحافظ على علاقات مؤسسية مع الهيئات الحكومية المحلية والإقليمية والوطنية، إضافةً إلى تمثيلها في الهيئات الدولية مثل الاتحاد العالمي للمكفوفين، والاتحاد الأوروبي للمكفوفين، والاتحاد الدولي لرياضات المكفوفين.

### مؤسسة المنظمة الوطنية الإسبانية للمكفوفين
في عام 1988، أنشأت المنظمة ما يُعرف بـ مؤسسة المنظمة الوطنية الإسبانية للمكفوفين (بالإسبانية: Fundación ONCE)، لتوفير التدريب المهني وفرص العمل، ولإزالة الحواجز المعمارية والحضرية والاتصالية، وكذلك لتعزيز التضامن الرقمي، أي تقديم خدمات قائمة على الإنترنت للأشخاص ذوي الإعاقة عمومًا. كما تمتلك المؤسسة ذراعًا تجاريًا يُعرف بـ فوندوسا، وهو يضم شركات تعمل في مجالات مثل تسهيل الوصول وغسل الملابس الصناعية، وغيرها.
تنشط المؤسسة ضمن الحركة البارالمبية، وهي شريك مؤسس في الشبكة الأوروبية للسياحة المتاحة، وهي منظمة دولية أُنشئت عام 2006 لتعزيز السياحة الميسّرة.
وقد حظيت المؤسسة بدعم من العائلة المالكة الإسبانية؛ ففي مايو 2010، قدمت الملكة ليتيسيا جوائز خلال فعالية نظّمتها المؤسسة لرفع الوعي. وفي مارس 2011، قدمت الملكة جوائز ديسكابنت التي تمنحها المؤسسة، والتي تحتفي بالابتكار في مجال الإتاحة.

### الشركة التجارية للمنظمة الوطنية الإسبانية للمكفوفين
تُعد الشركة التجارية للمنظمة الوطنية الإسبانية للمكفوفين (بالإسبانية: Corporación Empresarial ONCE SA، وتُعرف اختصارًا بـ CEOSA) الذراع التجارية للمنظمة، وتمتلك أو تساهم في عدة شركات تنشط في قطاعات متنوعة، من بينها شركات خدمات وفنادق وشركات أغذية. وفي ثمانينيات القرن الماضي، ومن أجل تنويع مصادر الدخل وتقليل الاعتماد على مبيعات كوبون اليانصيب، بدأ مدراء المنظمة سياسة استثمار قائمة على تحقيق الأرباح.
ومن بين استثماراتها آنذاك، امتلاك حصة كبيرة في قناة تيليسينكو التلفزيونية الخاصة، وشبكة الراديو أوندا ثيرو. وتمثل الأثر الأكثر بروزًا في بث قناة تيليسينكو لسحب اليانصيب اليومي المعروف باسم تيليكوبون، والذي قدمته الممثلة المتقاعدة الشهيرة كارمن سيبيا.
وقد وجه بعض النقّاد انتقادات للمنظمة، معتبرين أن من المفارقات أن يتولى مبتدئون مكفوفون إدارة واحدة من القنوات التلفزيونية التجارية الجديدة. كما اعتبر آخرون أن هذا الاستثمار كان مناورة من الحزب الحاكم آنذاك، الحزب الاشتراكي العمالي الإسباني، للسيطرة غير المباشرة على وسائل الإعلام.[بحاجة لمصدر]
وفيما بعد، تخلّت الإدارة الجديدة عن حصتها في قناة تيليسينكو عقب تحقيق قضائي كبير بشأن تهرب ضريبي مزعوم من قِبل المساهم الرئيسي، وهي شركة تابعة لمجموعة فينينفست المملوكة لسيلفيو برلسكوني.[بحاجة لمصدر]
لم تعد المنظمة تمتلك حصة في أي من تلك الوسائل الإعلامية، لكنها ما تزال تدير شركة إعلامية تُدعى سيرفي ميديا، وهي وكالة أنباء متخصصة في تقديم معلومات حول قضايا ذات طابع اجتماعي مثل الإعاقة، والاندماج، والمسؤولية الاجتماعية للشركات، والترفيه، وغيرها.

## القسيمة
رغم أن المنظمة الوطنية الإسبانية للمكفوفين توفر الآن عدة منتجات ألعاب، فإن منتجها التقليدي وأحد أكثر مظاهرها شهرة هو تذكرة اليانصيب الخيرية المعروفة في جميع أنحاء إسبانيا باسم القسيمة (El Cupón). تمثل مبيعات هذا المنتج المصدر الرئيسي لإيرادات المنظمة، وتُمنح من خلاله جوائز نقدية ضخمة معفاة من الضرائب. ويضم السحب تذاكر مختلفة لأيام الأسبوع، وتذكرة خاصة لعطلة نهاية الأسبوع، إضافة إلى تذاكر موسمية بجوائز أعلى. ولعدة سنوات، بُثّ السحب مباشرةً كل ليلة على قنوات التلفزة الإسبانية، بما في ذلك تيليسينكو وCuatro وCNN+. واعتبارًا من 3 يناير 2017، يُعرض على القناة الأولى الإسبانية.
ورغم أن التصميم العام للقسيمة ثابت يوميًا، إلا أن الموضوع يتغير بما يتماشى مع الأحداث الجارية، كإدخال عملة اليورو، أو إشارات ثقافية مثل المعالم الوطنية والمحلية. وبناءً عليه، أصبح جمع إصدارات القسائم القديمة هواية شائعة لدى العديد من مشتري القسائم في إسبانيا.

### القسيمة اليومية

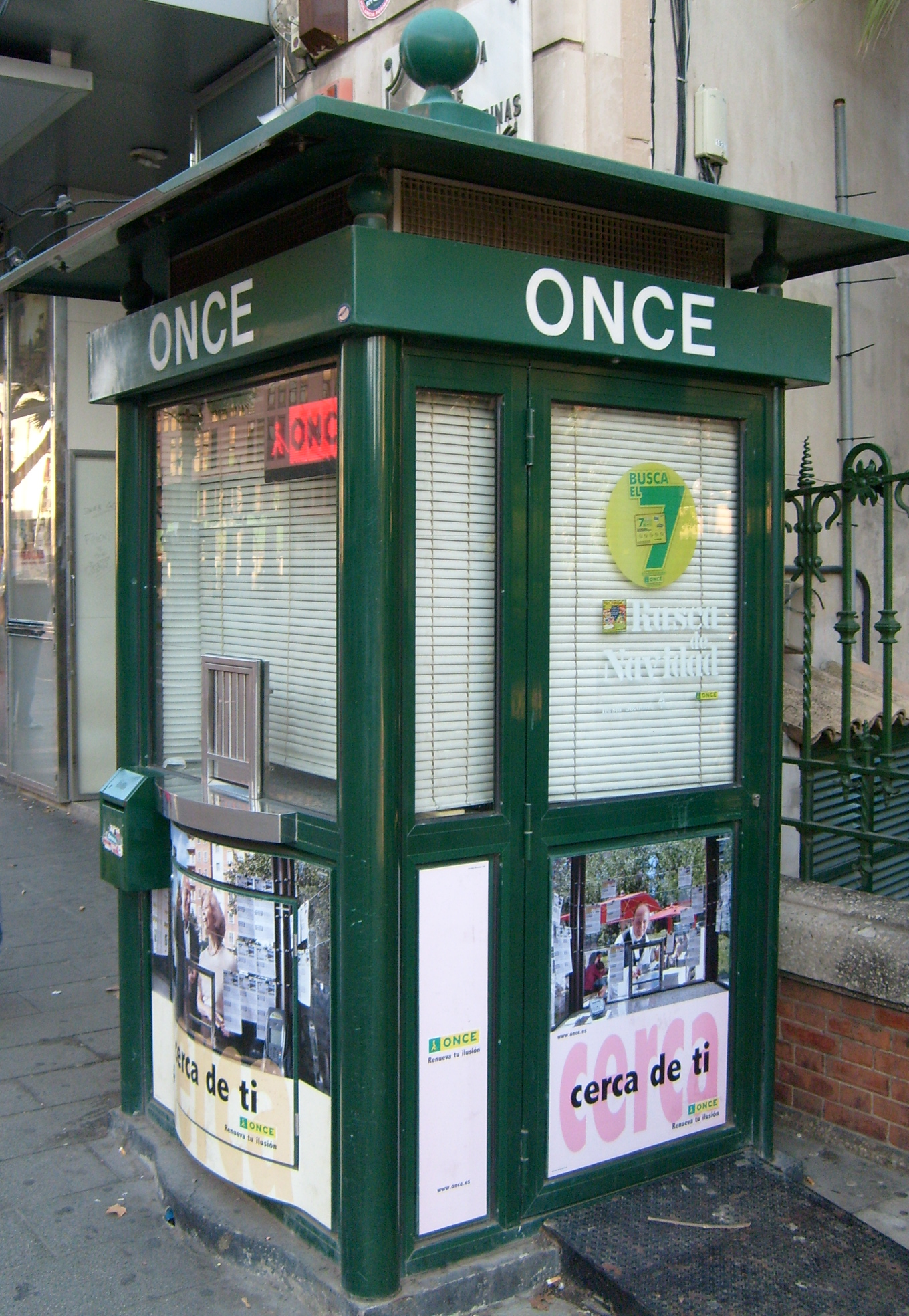
كشك المنظمة الوطنية الإسبانية للمكفوفين في ميورقة

يُجرى سحب القسيمة اليومية (Cupón Diario) من الإثنين إلى الجمعة، وتُسحب فيه رقم مكوّن من خمسة أرقام بالإضافة إلى رقم سلسلة. وتبلغ قيمة كل تذكرة 2.00 يورو. تختلف قيمة الجوائز وفقًا لعدد الأرقام المتطابقة في القسيمة، أو لمجموع الأرقام ورقم السلسلة. ويجب أن تكون الأرقام مرتبة بنفس الترتيب (من اليسار إلى اليمين) للفوز. وتُعد أدنى جائزة بمثابة استرداد لقيمة التذكرة (2.00 يورو).
تُباع تذاكر اليانصيب التابعة للمنظمة في الشوارع من خلال باعة معتمدين، وكذلك في أكشاك المنظمة التي يمكن التعرف عليها بسهولة من خلال كلمة "ONCE"، وتوجد في الشوارع الرئيسية والمطارات ومراكز التسوق. وتُوظف هذه الأكشاك المكفوفين أو ضعاف البصر، وهو أحد أهداف المنظمة، إلا أنه وفقًا لاتفاق مع مؤسسة المنظمة، أُتيحت خلال السنوات الأخيرة فرص البيع أيضًا لأشخاص ذوي إعاقات أخرى.
كما تُباع التذاكر عبر الإنترنت من خلال الموقع الإلكتروني juegosonce.es. ولمنع محاولات التزوير أو التلاعب، تحتوي القسيمة على عدة ميزات أمنية مدمجة يصعب تقليدها، مثل أجهزة بصرية متغيرة. ويستخدم باعة القسائم أجهزة قراءة إلكترونية مرتبطة بقاعدة بيانات المنظمة للتحقق من أرقام الفوز وصحة التذكرة. وتُحوَّل الجوائز الكبرى (المعفاة من الضرائب) مباشرة إلى الحسابات المصرفية للفائزين، بعد تواصلهم مع أحد فروع المنظمة المنتشرة في إسبانيا.

## الخدمات الاجتماعية
تقدم المنظمة الوطنية الإسبانية للمكفوفين خدمات متخصصة للأشخاص المكفوفين أو ذوي الإعاقة البصرية في مجالات متعددة، مثل التعليم، والتوظيف، والتأهيل، والترفيه، والرياضة، والاتصال، والوصول إلى المعلومات، وغيرها.

### التعليم
تعتمد المنظمة في تدخلها التعليمي على نموذج الدمج التربوي، بحيث يُدمج أكثر من 98% من الطلاب ذوي الإعاقة البصرية في إسبانيا في المدارس العادية. وفي الوقت نفسه، توفّر لهم المنظمة دعمًا تعليميًا مكمّلًا حسب احتياجاتهم الخاصة. ولتحقيق ذلك، تمتلك خمسة مراكز للموارد التعليمية تقع في لقنت، وبرشلونة، ومدريد، وبونتيفيدرا، وإشبيلية. كما تُشرف المنظمة على المدرسة الجامعية للعلاج الطبيعي، التابعة لجامعة مدريد المستقلة.

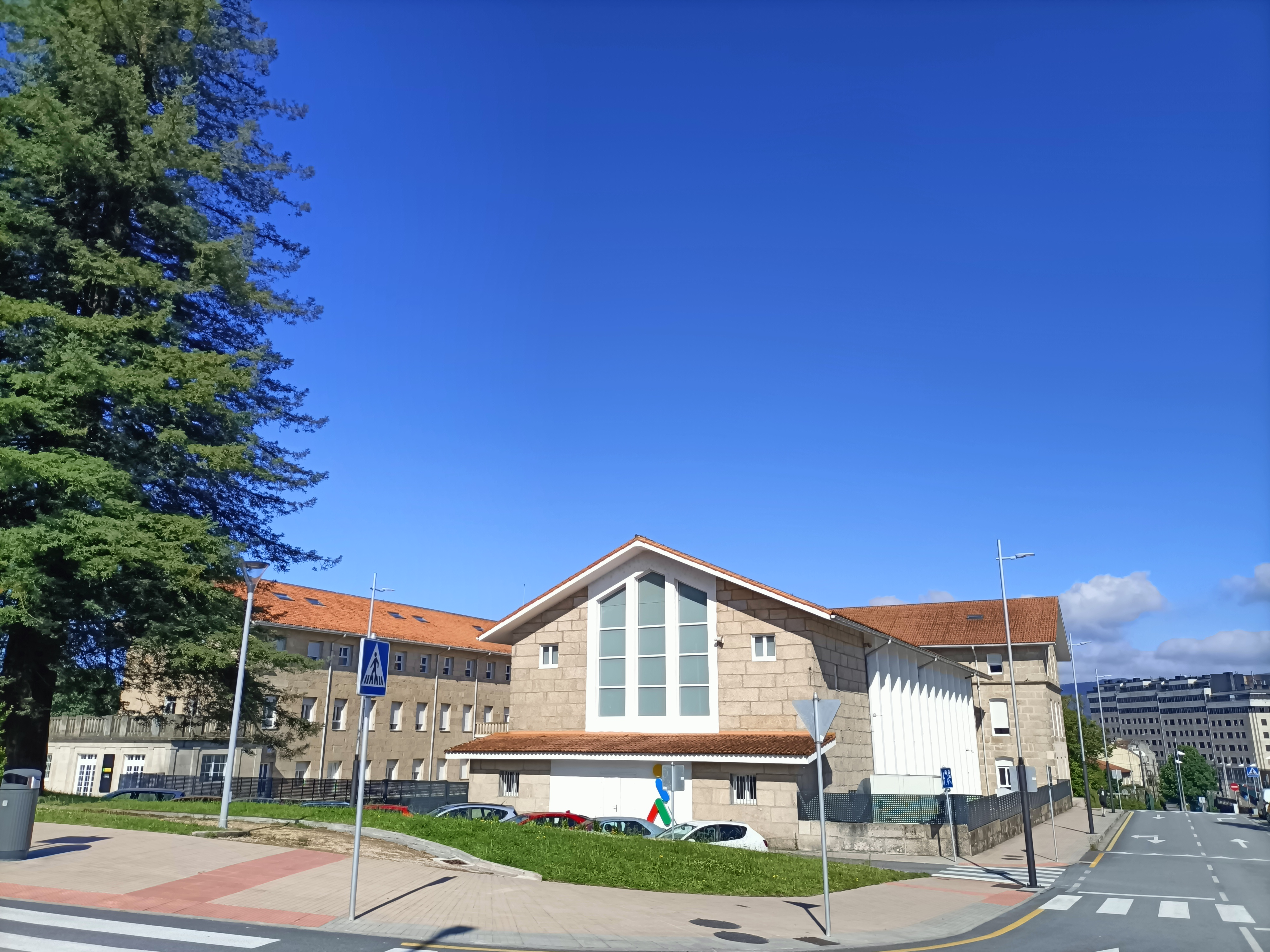
مركز الموارد التعليمية للمنظمة الوطنية الإسبانية للمكفوفين في بونتيفيدرا.

وفي مجال التدريب، وقّعت مؤسسة المنظمة اتفاقًا مع مركز الدراسات المالية من أجل إعداد الطلاب لاجتياز مسابقات التوظيف العامة، بما يسهل وصول الأشخاص ذوي الإعاقة إلى وظائف في الإدارة العامة.

### المسرح والموسيقى
الفرق الفنية التابعة للمنظمة هي مجموعات دائمة من الأشخاص تهدف إلى تعزيز التنمية الفنية والتفاعل الاجتماعي ودمج الأعضاء المشاركين. وتنقسم هذه الفرق إلى نوعين: فرق مسرحية وفرق موسيقية، ولكل نوع منها مستويان. الفرق من المستوى الأول هي تلك التي لا تزال في طور تطوير جودتها الفنية، في حين أن فرق المستوى الثاني تتميز بعروض مسرحية وبرامج فنية ذات جودة عالية. وتُجري لجنة فنية هذا التصنيف سنويًا بناءً على تقييم المستوى الفني لكل فرقة.
وتشارك هذه الفرق الموسيقية والمسرحية على نطاق واسع في الفعاليات الفنية، سواء داخل إسبانيا أو على المستوى الدولي. من أبرز الأمثلة مشاركة فرقة "لا إسفيرا" (في خيخون)، التابعة للفرع الإقليمي في أستورياس، في مهرجان زغرب الدولي (كرواتيا).
ومن الفعاليات المهمة أيضًا العروض الوطنية التي تُنظم سنويًا بالتناوب بين فئتي المسرح والموسيقى. ويُقام هذا الحدث في مدينة مختلفة كل عام، ويُعرض خلاله أمام الجمهور نتاج الفرق الفنية الأفضل في كل فئة.

### التوظيف
توفّر المنظمة ومؤسستها ومجموعة إلونيون وظائف لـ 67,710 موظفًا (حسب بيانات عام 2015)، يشكل ذوو الإعاقة منهم 56%. وبالإضافة إلى ذلك، ومن خلال شركات وجهات خارجية بدعم من المنظمة، تم خلق 101,119 فرصة عمل بين عامي 1995 و2015، ذهب 98% منها لأشخاص ذوي إعاقة.
وخلال يناير 2019، نُظّمت احتجاجات نقابية في مختلف فروع المنظمة في إقليم غاليسيا، مطالبةً بوظائف مستقرة.

## الرعاية
من عام 1989 وحتى نهاية موسم 2003، رعت المنظمة الوطنية الإسبانية للمكفوفين أحد أبرز فرق الدراجات الهوائية في إسبانيا. وعلى الرغم من أن المشروع حقق نجاحًا كبيرًا من الناحية الرياضية وكوسيلة تسويقية، إلا أنه كان مكلفًا للغاية، وأصبح من الصعب بشكل متزايد تبريره في إطار التزام المنظمة بالإدماج الاجتماعي لأعضائها. وقد أسس مدير الفريق الرياضي السابق، مانولو سايث، لاحقًا فريق ليبرتـي سيغوروس–فورث.